# Дэнс-рок
Дэнс-рок (англ. dance-rock) — музыкальный жанр постдиско, связанный с пост-панком и нью-вейвом, имеющий некоторое количество элементов R&B и фанка.
Возник в начале 1980-х годов, после заката панк-рока и диско.

## Характеристика
Дэнс-рок — постдиско-движение с меньшим влиянием R&B и фанка.
Майкл Кэмпбелл в своей книге «Популярная музыка в Америке» пишет, что определяет жанр как «слияние пост-панка и пост-диско». Роберт Кристгау описал дэнс-рок как общий термин, используемый для различных диджеев в 1980-х.
Allmusic относит к дэнс-року исполнителей 1980-х и 1990-х годов, чья музыка совмещает в себе рок с элементами соула, диско и фанка. Такие исполнители, как Rolling Stones, Дэвид Боуи, Duran Duran, Simple Minds, INXS, Eurythmics, Depeche Mode, The Clash, New Order и Devo, согласно Allmusic, принадлежат к этому жанру. Некоторые исполнители, такие как No Doubt, Garbage, Робби Уильямс, Scissor Sisters, Franz Ferdinand и The Killers совмещают дэнс-рок с некоторыми другими музыкальными стилями.
Это движение также связано с dance-oriented rock (или DOR), который Майкл Кэмпбелл определяет в своей книге как «смесь постпанка и постдиско». Кэмпбелл также процитировал Роберта Кристгау, который описал DOR как обобщающее понятие, используемое различными диджеями в 1980-х.

## История
Предполагалось, что новая волна и рок-музыка заменят диско в танцевальных клубах, однако, вместо этого появилась смесь постдиско, рока и новой волны.
Артур Бейкер утверждает, что синтезаторы помогли сформировать абсолютно новую музыку, сочетающую в себе рок с атмосферными, холодными и механическими звуками. Первыми исполнителями дэнс-рока были New Order, Prince, The Human League, Blondie, Tom Tom Club и Devo. Затем появились Hall & Oates, Thompson Twins, ABC, Depeche Mode и Spandau Ballet..
Примерами являются трек «No G.D.M. Архивная копия от 24 сентября 2019 на Wayback Machine» группы Gina X, исполнители Liquid Liquid, Polyrock, Dinosaur L и компиляция Disco Not Disco (2000).
Также появилось много исполнителей, которые смешивали дэнс-рок с другими жанрами. Например, Kraftwerk в своем альбоме Computerwelt совместили дэнс-рок с R&B или Африка Бамбата в песне «Planet Rock» соединил жанр с электро.
Дэнс-рок также пробудил интерес слушателей к синглам и мини-альбомам.
Основными исполнителями, оказавшими влияние на жанр, являются техно-поп-группы новой волны, такие как The Human League и Spandau Ballet. По мнению журнала Billboard, наиболее значимой записью дэнс-рока является песня группы The Human League «Don’t You Want Me».

## Представители жанра
- ABC[9]
- Adam Ant[9]
- The Art of Noise[9]
- The B-52s[9]
- Бек[9]
- Blondie[9]
- The Clash[9]
- Дэвид Боуи[9]
- Dead or Alive[10]
- Devo[9]
- Depeche Mode[9]
- Duran Duran[9]
- Electronic[9]
- Eurythmics[9]
- Ian Dury
- Frankie Goes to Hollywood[9]
- Garbage[9]
- George Michael[9]
- Happy Mondays[9]
- Hall & Oates[9]
- The Human League[9]
- INXS[9]
- Jamiroquai[9]
- Modern Talking[9]
- New Order[9]
- Nine Inch Nails[11]
- No Doubt[9]
- Orchestral Manoeuvres in the Dark[9]
- Pet Shop Boys[9]
- Primal Scream[9]
- Prince[9]
- Psychedelic Furs, The[9]
- Public Image Ltd.[9]
- Queen[9]
- Robert Palmer[9]
- Robbie Williams[9]
- Red Hot Chili Peppers[9]
- Scissor Sisters[9]
- Simple Minds[9]
- Siouxsie and the Banshees[9]
- Sisters of Mercy, The[9]
- Talking Heads[9]
- The The[9]
- Thompson Twins[9]
- The Killers[9]
- Ultravox[3]
- U2[9]